# Ma Chérie (DJ Antoine)
Ma Chérie è un brano musicale del disc jockey svizzero DJ Antoine, estratto come singolo dall'album in studio Welcome to DJ Antoine. Il brano vede la partecipazione dei The Beat Shakers, due dj, perché la traccia base è appunto opera loro. Il singolo ha ottenuto un notevole successo in Svizzera, Austria e in Italia, mentre è riuscito ad entrare in classifica anche in Francia, dove ha venduto oltre 84 000 copie; è diventato inoltre uno dei tormentoni estivi del 2012. Il video del brano fu girato a Digione.

## Tracce
CD-Single Kontor Records – 1061496KON
Testi e musiche di Maurizio Pozzi, Fabio Antoniali, Antoine Konrad, Boris Krstajic, D. Krstajic.
1. Ma Chérie (DJ Antoine vs Mad Mark 2k12 Radio Edit) – 3:12
2. Ma Chérie (Remady Radio Edit) – 3:27

CD-Maxi X ENERGY X1238112C
1. Ma Chérie (DJ Antoine vs Mad Mark 2k12 Radio Edit) – 3:12
2. Ma Chérie (Raf Marchesini Radio Edit) – 3:27
3. Ma Chérie (Remady Radio Edit) – 3:28
4. Ma Chérie (Houseshaker Radio Edit) – 3:39
5. Ma Chérie (DJ Antoine vs Mad Mark Radio Edit) – 3:51
6. Ma Chérie (DJ Antoine vs Mad Mark 2k12 Remix) – 5:03
7. Ma Chérie (Raf Marchesini Remix) – 6:27
8. Ma Chérie (Remady Remix) – 6:34
9. Ma Chérie (Houseshaker Extended Mix) – 5:23
10. Ma Chérie (DJ Antoine vs Mad Mark Original Mix) – 5:49
11. Ma Chérie (Clubzound Remix) – 6:42

## Classifiche
| Classifica (2011-2012)                                  | Posizione migliore |
| ------------------------------------------------------- | ------------------ |
| Austria (Ö3 Austria Top 40)                             | 2                  |
| Belgio (Fiandre Ultratop 50)                            | 35                 |
| Belgio (Vallonia Ultratop 40)                           | 20                 |
| Francia (Syndicat national de l'édition phonographique) | 11                 |
| Francia (Airplay)                                       | 2                  |
| Francia (Club 40)                                       | 1                  |
| Italia (FIMI)                                           | 4                  |
| Svizzera (Schweizer Hitparade)                          | 2                  |

### Classifiche di fine anno
| Classifica (2012) | Posizione |
| ----------------- | --------- |
| Italia            | 6         |
| Polonia           | 13        |